# Jan Oberfeld
Jan Oberfeld (ur. 31 sierpnia 1896 w Płocku, zm. w 1942 w Warszawie) – żołnierz Legionów Polskich, kapitan piechoty Wojska Polskiego, działacz niepodległościowy, kawaler Orderu Virtuti Militari.

## Życiorys
Urodził się 31 sierpnia 1896 w Płocku w rodzinie Rudolfa (Chaima Rubina) (1859–1933), adwokata i Franciszki z Bernsztajnów. Uczył się w płockim gimnazjum filologicznym Macierzy Polskiej. Od 1913 r. udzielał się w konspiracji uczniowskiej, m.in. wydawał pisemka niepodległościowe odbijane na hektografie.   
Od kwietnia 1915 w II Brygadzie Legionów, gdzie został przydzielony do V batalionu 7 pułku piechoty Legionów Polskich. Za udział w walkach pod Radawczykiem w 1915 odznaczony Orderem Virtuti Militari. Po kryzysie przysięgowym w 1917 internowany w Szczypiornie i Łomży. W marcu 1918, po zwolnieniu z internowania, wstąpił do Polskiej Organizacji Wojskowej w Płocku, a później w Warszawie.
W listopadzie 1918 wstąpił do 1 pułku polowej artylerii lekkiej, gdzie objął stanowisko instruktora, brał też udział w walce pod Lwowem. 7 czerwca 1920 r. objął dowództwo 4. kompanii VI Lwowskiego Baonu Etapowego. Uczestniczył w walkach z bolszewikami na froncie południowym, nad Seretem, szczególnie ciężkich na przełomie lipca i sierpnia nad Strypą, w przegranym boju o Słobódkę Janowską, a później pod Chmielówką. 
Do 1922 jako d-ca kompanii 25 batalionu Straży Celnej przemianowanego na 25 batalion Straży Granicznej. W tym samym roku został przeniesiony do 52 pułku piechoty w Złoczowie, w którym zajmował kolejne stanowiska: dowódcy plutonu, dowódcy kompanii, w zastępstwie dowódcy batalionu i dowódcy szkoły podoficerskiej. We wrześniu 1930 został zwolniony z zajmowanego stanowiska i oddany do dyspozycji dowódcy Okręgu Korpusu Nr VI, a z dniem 31 maja 1931 przeniesiony w stan spoczynku. W 1934, jako oficer stanu spoczynku pozostawał w ewidencji Powiatowej Komendy Uzupełnień Płock. Posiadał przydział do Oficerskiej Kadry Okręgowej Nr I. Był wówczas „przewidziany do użycia w czasie wojny”. Mieszkał w Płocku przy pl. Kanonicznym 5, a od 1937 w Warszawie przy ul. Chocimskiej 31 m. 7.
W 1931 rozpoczął studia na Wydziale Prawa Uniwersytetu Warszawskiego. Podczas kampanii wrześniowej brał udział w walkach obronnych w Warszawie. Włączył się w działalność ruchu oporu. 
W sierpniu 1942 został aresztowany przez gestapo, osadzony na Pawiaku i tam zamordowany. Miejsce pochówku nieznane.
Był żonaty z Anielą z Markowiczów, dzieci nie miał.

## Ordery i odznaczenia
- Krzyż Srebrny Orderu Wojskowego Virtuti Militari nr 6620[4][15][16] – 17 maja 1922[17][18]
- Krzyż Niepodległości – 2 maja 1933 „za pracę w dziele odzyskania niepodległości”[19][2][20]
- Srebrny Krzyż Zasługi – 10 listopada 1928 „w uznaniu zasług, położonych w poszczególnych działach pracy dla wojska”[21][22]
- Medal Pamiątkowy za Wojnę 1918–1921[23]
- Medal Dziesięciolecia Odzyskanej Niepodległości[23]
- Odznaka „Za wierną służbę”[23]
- Odznaka Pamiątkowa Więźniów Ideowych[23][24]